# Johann Peter Willebrand

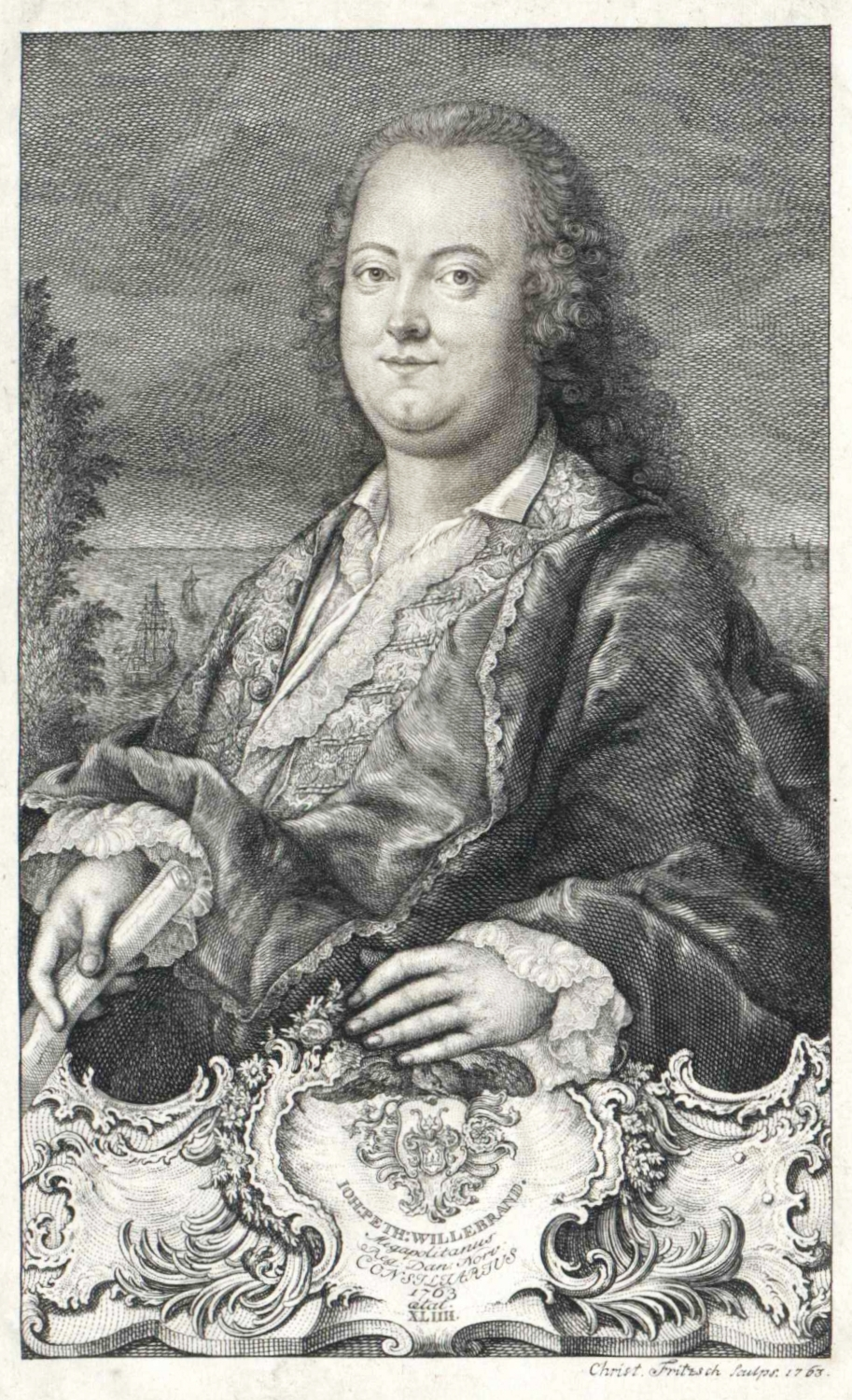
Johann Peter Willebrand, Stich von Christian Fritzsch (1763)

Johann Peter Willebrand, auch Willebrandt (* 10. September 1719 in Rostock; † 22. Juli 1786 in Hamburg) war ein deutscher Jurist und Richter, der zu seinen Lebzeiten auch als Reiseschriftsteller bekannt war.

## Leben
Willebrand entstammte einer in Rostock ansässigen mecklenburgischen Kaufmannsfamilie. Er studierte Rechtswissenschaften an der Universität Halle und wurde 1742 zum Dr. jur. promoviert. Nach ausgedehnten Reisen durch Europa wurde er Advokat in Lübeck und heiratete dort.
In Lübeck begann er, sich mit der Geschichte der Hanse zu befassen und kann daher als einer der ganz frühen Hansehistoriker angesehen werden. Aufgrund seiner zu dem dänischen Staatsminister Johann Hartwig Ernst von Bernstorff gesuchten Beziehung wurde er 1755 vom Dänischen König zum Justizrat und Mitglied des Pinnebergischen und Altonaer Oberappellationsgericht sowie des Oberkonsistoriums in Glückstadt ernannt. Dies verpflichtete ihn Wohnsitz in Altona zu nehmen. Als Polizeidirektor von Altona (1757–1767) erbat er sich seinen Abschied aufgrund von Reibungen mit Rat und Bürgerschaft der Stadt.
Er wurde nunmehr hauptberuflich Schriftsteller im benachbarten Hamburg. 1775/76 erschien sein Hauptwerk Grundriß einer schönen Stadt, in der er Grundsätze einer zweckmäßigen Stadtanlage und Stadtverwaltung entwickelte. Von der späteren Kritik wurde er aufgrund seines weitschweifigen und langatmigen barocken Stils kritisiert.
Der Vertreter der Hansestädte in Sankt Petersburg Johann Nicolaus Willebrandt soll nach zeitgenössischen Quellen sein Sohn gewesen sein.

## Schriften
- Hansische Chronick aus beglaubten Nachrichten zusammengetragen. Lübeck 1748

Digitalisat des Exemplars der Bayerischen Staatsbibliothek, auch bei Google Books
- Das Allegorische Bildercabinet oder anmuthige Sittenlehren durch Bilder, Fabeln und Gleichnisse ... Lübeck 1750

Digitalisat des durch Feuer beschädigten Exemplars der Herzogin Anna Amalia Bibliothek
- Lübecks Annehmlichkeiten für einen Ausländer beschrieben. Leipzig 1774.
- Grundriß einer schönen Stadt, in Absicht ihrer Anlage und Einrichtung, zur Bequemlichkeit, zum Vergnügen, zum Anwachs und zur Erhaltung ihrer Einwohner, nach bekannten Mustern entworfen : nebst einer Vorrede von der Wirkung des Clima auf die Gesinnung und Gesetzgebung der Völker. Hamburg: Bohn und im güldenen ABC, 1775/76

Digitalisat von Band 1, Exemplar der Bayerischen Staatsbibliothek
Digitalisat von Band 2/3, Exemplar der Bayerischen Staatsbibliothek
- Nachrichten von einer Carlsbader Brunnen Reise. 1781.